# Sinhô Pereira
Sebastião Pereira e Silva mais conhecido como Sinhô Pereira (Serra Talhada, 20 de janeiro de 1896 - Lagoa Grande, 21 de agosto de 1979) foi um cangaceiro brasileiro.

## Biografia

### Origem
Descendia do Coronel Andrelino Pereira da Silva, o Barão de Pajeú. Era alfabetizado e trabalhava no campo.

### Ingresso no cangaço
A família Pereira já era, desde o início do século XX, envolvida em conflitos políticos e pela posse de terras com a família Carvalho, o que gerou diversos assassinatos em ambos os clãs.
Sinhô Pereira ingressa no cangaço juntamente com seu primo, Luiz Padre, em 1907, após o assassinato de um dos patriarcas da família, famoso político local. Ambos formam um bando numeroso, que incluía Virgulino Ferreira da Silva, que mais tarde recebeu a alcunha de Lampião. Lampião tinha parentesco com a família Pereira.
Aos 26 anos deixa o cangaço a pedidos de padre Cícero, entregando em 1922 sua tropa para o comando de Lampião, em virtude de seu comportamento violento.
Pressionado politicamente e perseguido por forças policiais, viajou com o primo Luiz Padre para Goiás e Minas Gerais, onde obteve o título de cidadão mineiro.

### Morte
Sinhô Pereira faleceu em uma manhã de 1979, em Lagoa Grande, Estado de Minas Gerais.